# الانتقائية في العمارة

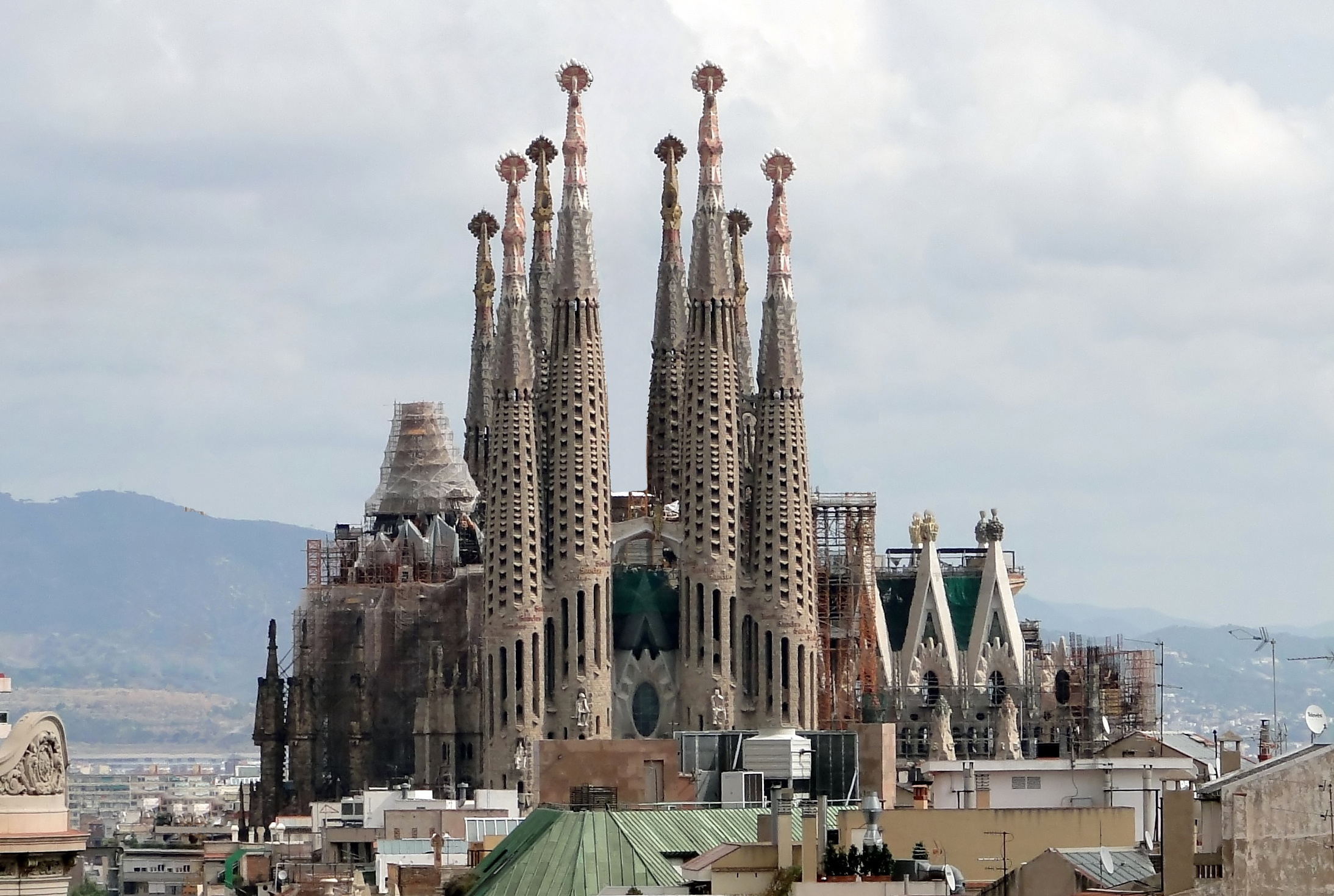
تعدّ كنيسة ساغرادا فاميليا في برشلونة التي صممها المعماريّ الكبير أنطوني غاودي مثالًا على الانتقائيَّة حيث دُمج فيها عناصر من العمارة القوطيَّة مع أشكال وزخارف مشرقيَّة مستوحاة من العالم الطبيعي مما ينتج عنه صرحًا معماريًا أصيلًا ومتفردًا من نوعه.
وهذا رغمًا عن تصميمها في ذروة الفترة الكهربائيَّة (1883–1926) التي سادت العمارة. هذا وما زالت الكنيسة في قيد التشييد حتى يومنا هذا.

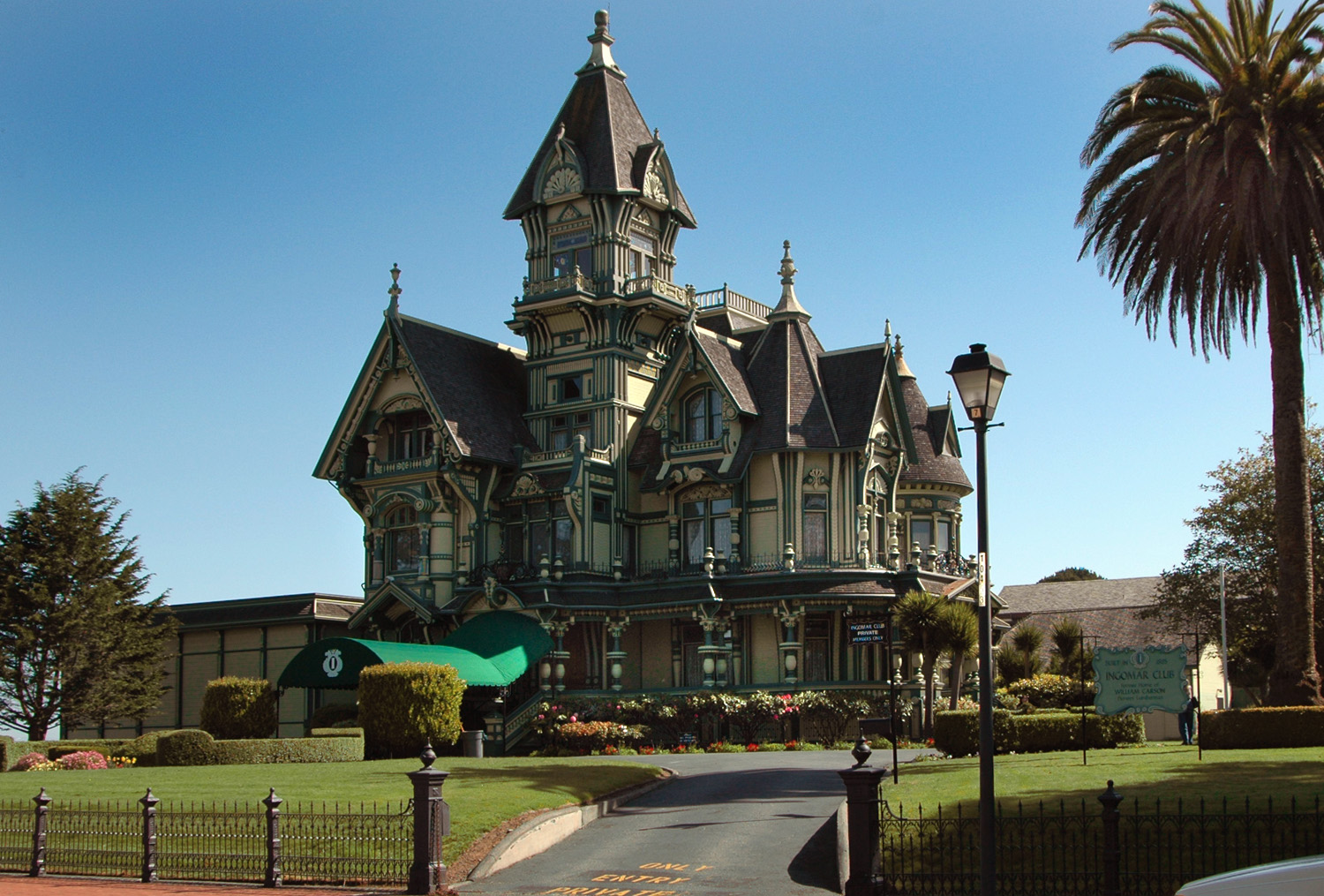
منزل كارسون في مدينة يوريكا بولاية كاليفورنيا الأمريكية المبنى على الطراز الأمريكي تحت نمط عمارة إحياء الملكة آن

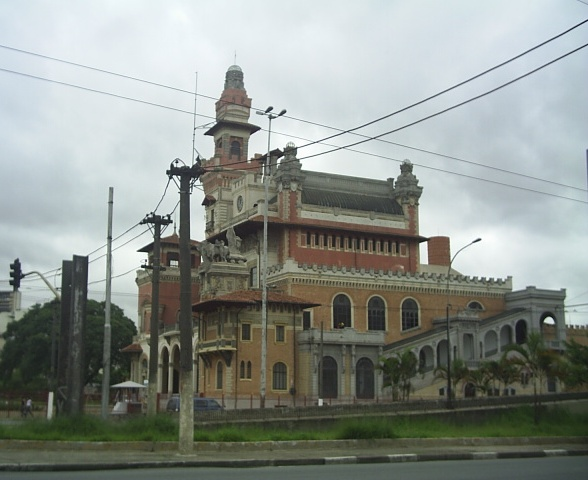
قصر إنداستريوس في ساو باولو

الانتقائية هي أسلوب معماري من القرن التاسع عشر والقرن العشرين، تتضمن فيه قطعة فنية واحدة من العمل مزيجًا من العناصر تنتمي لأساليب تاريخية سابقة بهدف إنشاء شيء جديد ومبدع. قد تشمل هذه العناصر في العمارة والتصميم الداخلي، العناصر الإنشائية والأثاث والزخارف التزيينية والزخارف التاريخية المتميزة والزخارف أو الأساليب الثقافية التقليدية من بلدان أخرى، مع اختيار هذا المزيج بناء على ملاءمته للمشروع والقيمة الجمالية العامة.
استخدم هذا المصطلح كثير من المعماريين في القرن التاسع عشر وأوائل القرن العشرين، ممن صمموا مبانيهم تبعًا لمجموعة متنوعة من الأساليب، وجاء ذلك استجابة لرغبة عملائهم أو لرغبتهم الشخصية. كانت هذه الأساليب إحيائية بشكل نموذجي، وقد يكون المبنى متوافقًا بشكل كلي أو جزئي مع الأسلوب المختار، أو يكون في حد ذاته مزيجًا انتقائيًا. من المرجح أن العمارة القوطية الإحيائية وخاصة في الكنائس، قد سعت من أجل أسلوب إحيائي «نقي» نسبيًا من فترة ومنطقة معينة من العصور الوسطى، في حين أن أساليب أخرى مثل النيوكلاسيكية والباروكية الإحيائية والبالازو واليعقوبية والرومانسيكية الإحيائية وغيرها، قد جرى إحياؤها للتعامل معها بحرية أكبر.

## لمحة تاريخية

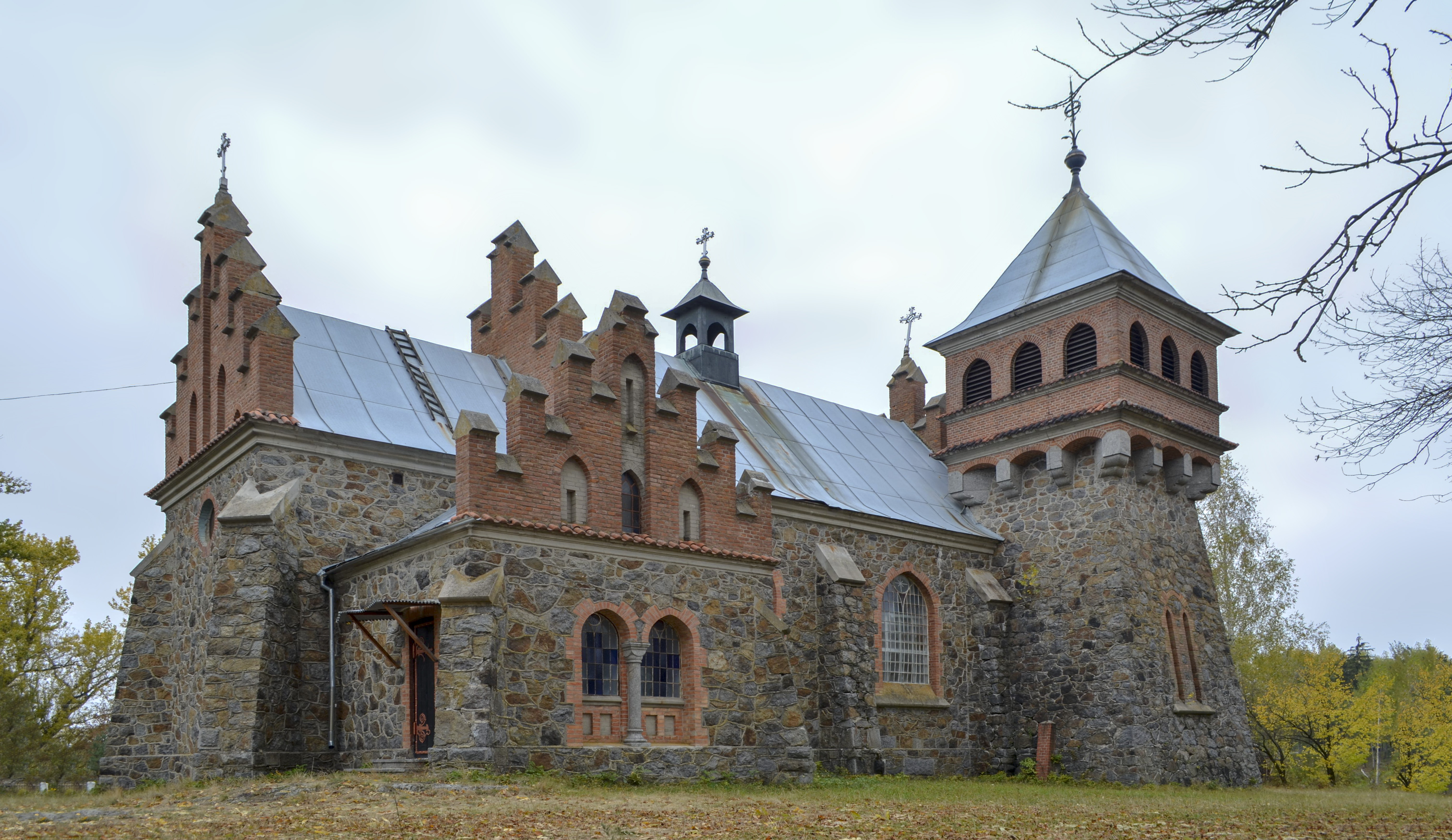
هذه صورة لنصب تذكاري في أوكرانيا

دخلت الانتقائية حيز التنفيذ خلال أواخر القرن التاسع عشر، إذ سعى المعماريون إلى اتباع أسلوب يسمح لهم الاحتفاظ بسابقة تاريخية مضت، مع خلق تصميمات غير مرئية. سمحت القدرة على المزج بين لائحة الأساليب الماضية، بحرية أكثر تعبيرًا ووفرت مصدرًا لا نهاية له من الإلهام. اختلفت الانتقائية بينما كان محترفو التصميم الآخرون (يُشار إليهم بمصطلح «الإحيائيين») يهدفون إلى تقليد الأساليب بدقة، إذ كانت القوة الدافعة الرئيسية هي الإبداع وليس التوق إلى الماضي، وظهرت رغبة في أن تكون التصاميم مبتكرة.

### أوروبا
ظهرت العمارة الانتقائية لأول مرة في أوروبا في بلدان مختلفة مثل فرنسا (عمارة الفنون الجميلة) وإنجلترا (العمارة الفيكتورية) وألمانيا (عمارة فترة ريادة الأعمال)، استجابة للدفع المتزايد بين المعماريين للحصول على مزيد من الحرية التعبيرية في أعمالهم.
تُعد مدرسة الفنون الجميلة في باريس واحدة من أولى المدارس المعمارية المهنية التي تدرب الطلاب بطريقة صارمة وأكاديمية وتزودهم بالمهارات والمكانة المهنية. كان المعلمون في المدرسة بعضًا من رواد العمارة في فرنسا، وقد نجحت هذ الطريقة في التعليم وجذبت المدرسة الطلاب من جميع أنحاء العالم. تخرج العديد من الطلاب ليصبحوا روادًا في الحركة واستخدموا تدريبهم الذي تلقنوه في المدرسة كأساس لتصميمات انتقائية جديدة. انتشرت ممارسة هذا الأسلوب من العمارة على نطاق واسع (ويمكن رؤيتها في العديد من قاعات المدينة التي شُيدت في ذاك الوقت)، ومع ذلك لم تحقق الانتقائية في أوروبا ما حققته في أمريكا من حماسة، فقد افتُرض أن وجود عمارة قديمة أصيلة يقلل من جاذبية التقليد التاريخي في المباني الجديدة.

### أمريكا الشمالية
شهدت نهاية القرن التاسع عشر تحولًا عميقًا في العمارة الأمريكية. كان المعماريون الذين تلقوا تعليمهم في مدرسة الفنون الجميلة في باريس، مثل ريتشارد موريس هنت وتشارلز فولين ماكيم مسؤولين عن جلب نهج عمارة الفنون الجميلة من أوروبا، الذي قيل إنه شكل حجر الزاوية في العمارة الانتقائية في أمريكا. جرى تعهد العديد من المباني الانتقائية في مدن كبيرة في جميع أنحاء البلاد، في وقت تميز بالازدهار والرخاء التجاري. ازدهر الأسلوب وقدم سمات تاريخية لم يسبق رؤيتها إلا في العمارة الأرستقراطية للدول الأوروبية مثل بريطانيا وفرنسا، مما ساهم في إحساس أكثر ثراء بالثقافة والتاريخ داخل أمريكا. في حالة هانت وغيره من المعماريين الانتقائيين الآخرين «مكنته وجهة نظره الانتقائية» من اتخاذ خيارات أسلوبية بناء على ما يناسب المشروع أو العميل. أعطت مرونة التكيف والمزج بين الأساليب بحرية، المصممين الانتقائيين المزيد من الجاذبية للعملاء.
يدل إنشاء ناطحات السحاب وغيرها من المباني العامة الكبيرة مثل الكنائس والمحاكم ومجالس المدينة والمكتبات العامة ودور السينما، أن التصميم الانتقائي لم يعد متاحًا فقط لأعضاء المجتمع الراقي فحسب، بل لعامة الناس أيضًا. في حين هُدمت بعض المباني منذ ذلك الحين (بما في ذلك محطة بنسلفانيا الأصلية وحديقة ماديسون سكوير الأولى وكلاهما تقع في مدينة نيويورك)، ما تزال المشاريع المتبقية من ذاك العصر تُعتبر بعضَا من أهم المباني في أمريكا.

## معماريون انتقائيون
- دانيال بورنهام
- ألكسندر جاكسون ديفيس
- أنطوني غاودي
- ريتشارد موريس هنت
- ويليام روذرفورد ميد
- ستانفورد وايت